# باتريك شن
باتريك شن (بالإنجليزية: Patrick Shen)‏ هو مخرج أمريكي، ولد في 1975 في الولايات المتحدة.

## وصلات خارجية
- باتريك شن على موقع IMDb (الإنجليزية)
- باتريك شن على موقع أول موفي (الإنجليزية)
- باتريك شن على موقع قاعدة بيانات الفيلم (الإنجليزية)
- باتريك شن على موقع كينوبويسك (الروسية)